# Secretaris-generaal (management)
De secretaris-generaal (in het Engels 'Company secretary' of 'Corporate secretary') is een van de senior posities binnen een onderneming. Hij vervult binnen de corporate governance van een onderneming een sleutelrol waarbij hij instaat voor een divers pakket aan taken.
Naast de klassieke verantwoordelijkheid voor de reguliere rapportering over en uit de diverse formele bedrijfsorganen (algemene vergadering, raad van bestuur, directiecomité) zowel intern binnen de onderneming als extern naar de reguatoren, de overheid en naar het grote publiek, wordt de rol steeds sterker ingevuld als expert Corporate Governance waarbij de secretaris-generaal een meer sturende rol krijgt in de werking en invulling van de betrokken bedrijfsorganen en processen (zie verder voor details).
De secretaris-generaal wordt zo ook actief betrokken bij alle of de meeste beleidsvergaderingen (algemene vergaderingen, raden van bestuur, de verschillende (wettelijke) adviserende comités van de raad van bestuur en de managementcomités of directiecomités) en de strategische voorbereiding van het gros van de bedrijfsomvattende projecten en processen. Sommige beleidsvergaderingen worden ook afzonderlijk voorbereid met de voorzitter van de raad van bestuur en/of de CEO.
De rol bestaat reeds langer binnen de Angelsaksische wereld (Commonwealth landen en Noord-Amerika) maar kende ook zijn intrede in West-Europa, inclusief België en Nederland.
Net zoals het hele bedrijfsleven is de rol van de secretaris-generaal onder invloed van de regulator en wetgever vandaag sterk in beweging en wordt een sterkere betrokkenheid verwacht inzake strategie, bedrijfscultuur, compliance en transparantie over de maatschappelijke verantwoordelijkheid. Deze evolutie is het meest expliciet in de financiële sector.

## België: regelgeving rol secretaris-generaal

### Wetgeving
In het Wetboek van Vennootschappen en Verenigingen (WVV) van 4 juni 2018 wordt de rol van de “Secretaris Generaal” niet beschreven.
Dit is wel het geval in diverse handleidingen en codes inzake Corporate Governance.
Indirect worden die codes evenwel (wettelijk) bindend gemaakt door ze als referentie aan te duiden in het wetgevend kader. Op 17 mei 2019 werden alle Belgische beursgenoteerde vennootschappen via een Koninklijk Besluit gepubliceerd in het Belgisch Staatsblad  verplicht om de Corporate Governance Code 2020 (zie verder) aan te duiden als de referentiecode in de zin van artikel 3:6 § 2 4de lid van het Wetboek van Vennootschappen en Verenigingen. De code kreeg hierdoor een verplicht karakter.

### Code Buysse: minimum takenpakket
Voor (middelgrote) niet-beursgenoteerde ondernemingen werd in september 2005 een eerste versie van de corporate governance “Code-Buysse” gepubliceerd. Op 17 mei 2017 werd de derde editie, de Code Buysse III, voorgesteld. Deze codes zijn niet dwingend van aard.
In bepaling 5.25 van de Code Buysse III wordt aangedrongen op het maken van goede notulen. De Code Buysse beveelt letterlijk aan “een secretaris aan te duiden die de notulen van de vergadering opstelt en die de voorzitter kan bijstaan bij bepaalde aspecten van diens taak, zoals het vooraf verspreiden van de informatie ter voorbereiding van de raad van bestuur, het verspreiden van de notulen van de voorbije vergadering, het bijhouden van de op een volgende vergadering verder op te volgen punten en het toezien op de  naleving van bepaalde regels en procedures, bijvoorbeeld op het vlak van governance of van wettelijke procedures zoals de belangenconflictregeling.”

### Commissie Corporate Governance  voor beursgenoteerde ondernemingen
Op 22 januari 2004 werd de Commissie Corporate Governance geïnstalleerd. Deze Commissie werd opgericht op initiatief van de Autoriteit voor Financiële Diensten en Markten (FSMA), het Verbond van Belgische Ondernemingen (VBO) en Euronext Brussels en had tot doel een unieke referentiecode voor de Corporate Governance van de Belgische genoteerde ondernemingen uit te werken. 
De derde editie van de code, die voortbouwt op de eerste editie (Code Lippens) uit 2004 en de tweede (Code Daems) uit 2009 verscheen als bijlage aan het Belgisch Staatsblad van 17 mei 2019 (Zie hoger).
De meest recente editie toont het toegenomen belang van de functie van secretaris-generaal duidelijk aan. Onder principe 3 van de code (‘de vennootschap heeft een doeltreffende en evenwichtig samengestelde raad’) wordt duidelijk beschreven wat de rol van de secretaris-generaal binnen een onderneming moet omvatten:
- de raad van bestuur en de comités adviseren over bijvoorbeeld alles wat met corporate governance te maken heeft;
- regelmatig rapporteren over hoe de procedures, regels en reglementen worden nageleefd;
- (al dan niet samen met de voorzitter) instaan voor een goede informatiestroom naar de aandeelhouders en de bestuurders en ook tussen het management en de niet-uitvoerende bestuurders (3.15);
- ervoor zorgen dat de beraadslaging en de besluitvorming accuraat worden weergegeven in de verslagen;
- desgevraagd mee instaan voor de identificatie en introductie van nieuwe bestuurders;
- opzetten van specifieke en bijkomende professionele opleidingen voor bestuurders;
- bereikbaar zijn voor informatievragen van individuele bestuurders (3.22);
- (governance) advies geven aan de voorzitter en de CEO die verondersteld worden samen de agenda op te stellen (3.14).

Bovenstaand lijstje is zeker niet limitatief: de diverse taken en -aandachtspunten van de secretaris-generaal staan eigenlijk verspreid over heel de code. 
De code meldt ook expliciet dat "Bestuurders individueel toegang moeten hebben tot de secretaris van de vennootschap."
Voor beursgenoteerde ondernemnigen is het volgen van deze code een wettelijke verplichting (zie hoger).

### Financiële sector: Handboek Governance Banksector van de NBB
In oktober 2018 publiceerde de Nationale Bank van België (NBB), rekening houdend met de gewijzige EBA-richtsnoeren van 26 september 2017 inzake interne governance  een aangepast exhaustief Handboek Governance voor kredietinstellingen waarin de rol van de secretaris-generaal als een sleutelfunctie binnen de instelling aangeduid werd.